# Jakub Minigajło
Jakub Minigajło herbu Syrokomla , właściwie Minigajło (ur. w XIV w., zm. w XV w.) – bojar żmudzki, adoptowany podczas unii horodelskiej (1413).

## Życiorys
W 1413 roku podczas unii horodelskiej doszło do przyjęcia przez polskie rodziny szlacheckie, bojarów litewskich wyznania katolickiego (tzw. adopcja herbowa). Jednym z ważniejszych dowodów tamtego wydarzenia jest istniejący do dziś dokument, do którego przyczepione są pieczęcie z wizerunkami herbów szlacheckich.

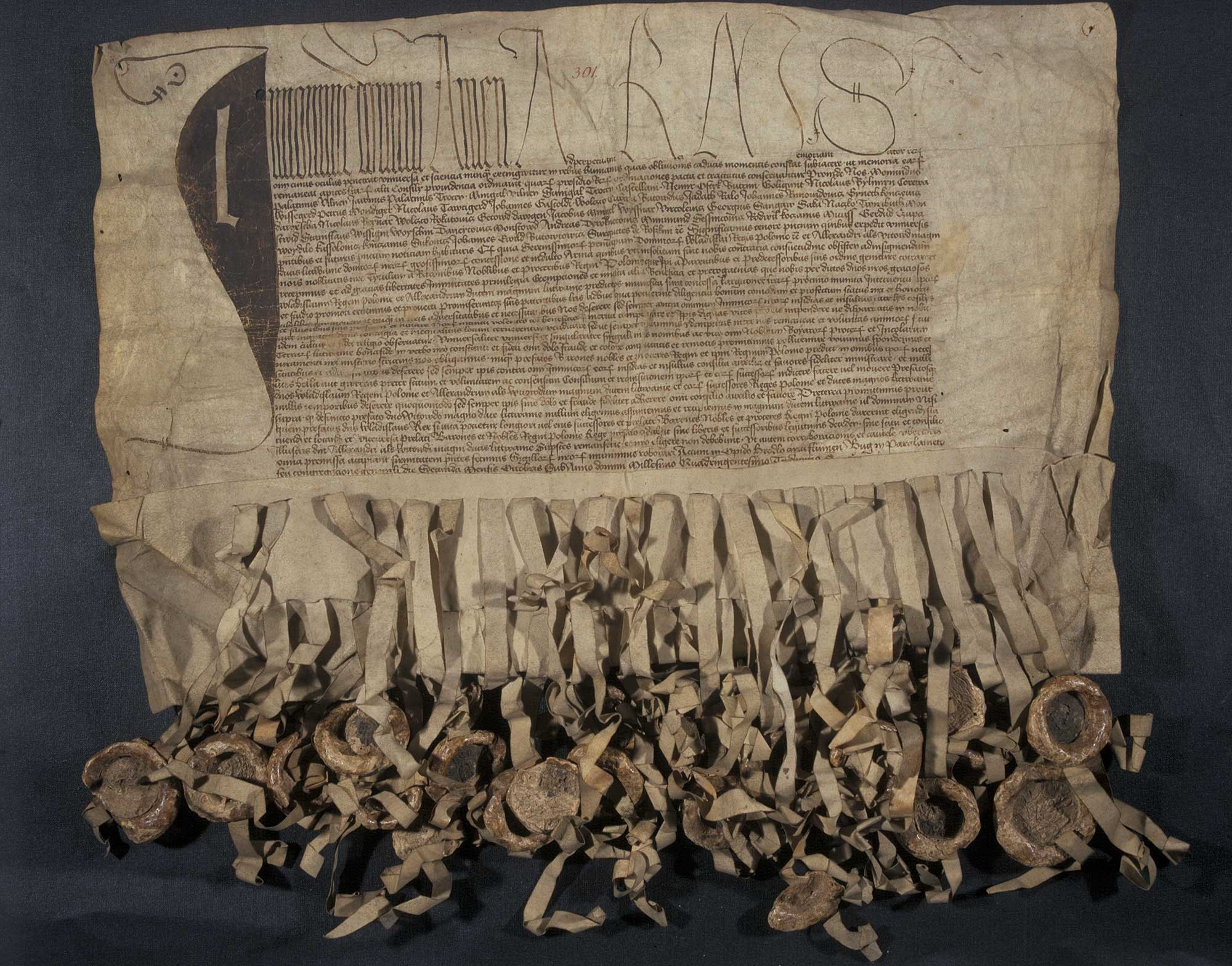
Dokument unii horodelskiej z 1413 roku z przyczepionymi pieczęciami

Z dokumentu dowiadujemy się o istnieniu Minigajła, który został adoptowany przez przedstawicieli Syrokomlów. Jednakże, z powodu braku wystarczającej ilości zachowanych źródeł historycznych, nie udaje się odnaleźć na jego temat większej ilości informacji.
Minigajło był prawdopodobnie Żmudzinem, pochodzącym z powiatu Widukla, albowiem z zapisek historycznych z 1406 roku wynika, że pośród zakładników, których Krzyżacy zabrali ze Żmudzi, znajdował się niejaki Minigajło, syn Gawdrutty, z powiatu Widukla. Jeden z listów sołtysa żmudzkiego w sprawie jeńców, wzmiankuje brata Minigajły, Wangsta, z którego imieniem być może wiąże się nazwa osady pod wspomnianą wcześmiej Widuklą; Wanagiszki.
Nie jest to co prawda pewne, gdyż imię Minigajło było wówczas w Wielkim Księstwie Litewskim popularne, nosi je nawet inny bojar adoptowany do herbu Rawicz – Michał Minigajło.